# Enrico Albrici

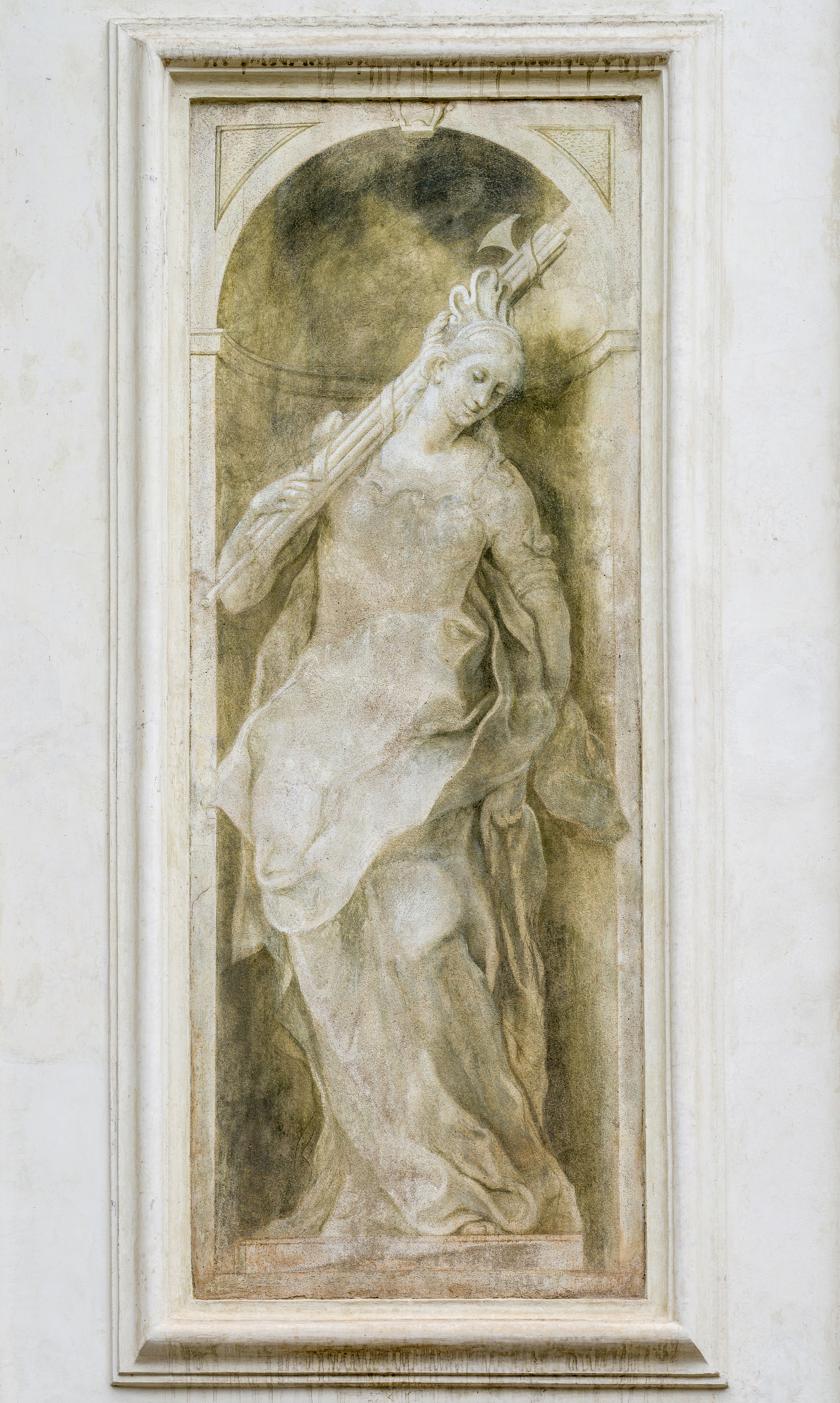
Figura allegorica con fascio, monocromo, facciata esterna della chiesa di Santa Maria della Carità o del Buon Pastore (Brescia)

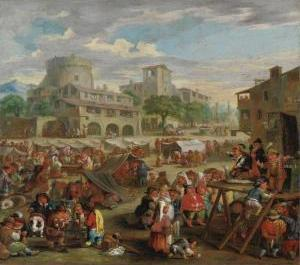
Scena di mercato e arringa del ciarlatano, 70 x 78.5 cm, collezione privata

Enrico Albrici (Vilminore di Scalve, 19 novembre 1714 – Bergamo, 1773) è stato un pittore italiano.

## Biografia
Enrico Albrici (ma il cognome del pittore è spesso modificato: Alberici, Albricci, Albrizzi; e anche il nome in Arrigo, anche se si ritiene esatto Enrico Albrici, firma che il pittore utilizzava per autografare le sue opere, esclusa quella in latino degli affreschi di Capo di Ponte nacque in Vilminore (Val di Scalve) da Maffeo e Margherita, e fu subito battezzato nella parrocchia della paese.
Data la sua spiccata predisposizione per il disegno e la pittura, venne mandato in giovane età a bottega da Ferdinando Cairo, pittore di Casal Monferrato per circa tre anni (presumibilmente dal 1730 al 1733), diventando questi gli anni più importanti della sua formazione, completatasi successivamente da autodidatta.
All'età di 27 anni, nel 1741, sposerà una sua coetanea, Magdalena, figlia di Cristoforo Albrici. Da lei avrà quattro figli: Giacomo Maria, nato lo stesso anno delle nozze, Giovanni, nato nel 1743 (o 1744) che diventerà futuro fisico matematico e abate, Michele Angelo, nato nel 1750 e una bimba subito deceduta.
La relazione con la famiglia era abbastanza frammentata: per lungo tempo la moglie con i figli abitò con i genitori e la sorella del pittore (probabilmente quasi demente) a Vilminore, mentre il marito faceva da spola tra la città di Brescia e i comuni che richiedevano i suoi servigi di pittore.
La situazione si ristabilì solo quando nel 1763 tutta la famiglia si trasferì a Bergamo per seguire il figlio Giovanni che doveva farsi prete.
Qui sicuramente il pittore ritrovò una serenità familiare. Iniziò la serie delle bambocciate che gli portarono un grande benessere economico, ma anche un forte stress lavorativo, che di tanto in tanto sfociava in momenti di forte euforia dove fermava il suo lavoro per dedicarsi al divertimento.
L'Albricci divenne pittore apprezzato dai pittori a lui contemporanei e da numerosi collezionisti, dapprima nella provincia di Brescia, grazie ai suoi lavori a tematica sacra e successivamente nella città di Bergamo grazie alle sue bambocciate, lavori che vennero inviati anche a Milano e a Torino. Tuttavia il suo stile, in parte autodidatta, tanto raggiunse livelli di eccellenza nella bambocciate (dapprima copiando e poi creando un proprio stile), tanto conobbe poca evoluzione creativa nelle tematiche sacre, come dimostrano i suoi ultimi lavori nella parrocchia di Zogno, in cui si possono trovare numerose similitudini con i lavori degli esordi.
Morirà all'età di 59 anni a Bergamo dopo una forte polmonite e verrà successivamente sepolto nella chiesa di Sant'Andrea.

## Stile e opere

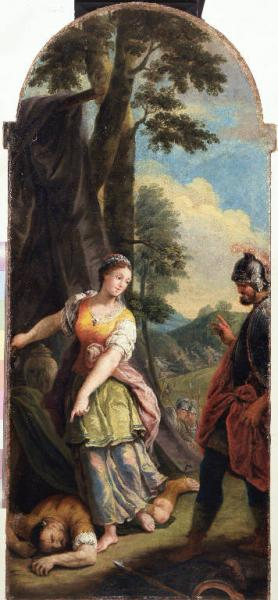
Giaele mostra Sisara morto a Barac, 35 cm x 79 cm, Accademia Carrara, Bergamo

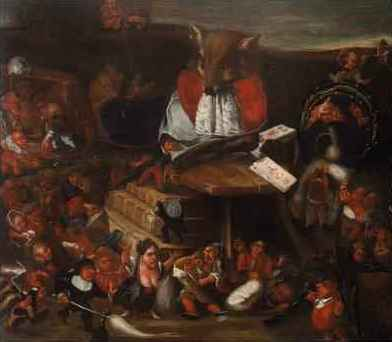
La volpe e i nani, olio su tela, cm73X84, collezione privata

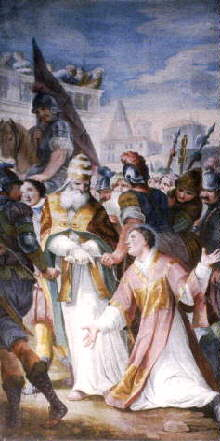
San Lorenzo che accompagna papa Sisto II al martirio, affresco, chiesa parrocchiale di Zogno, 1773 c.

La prima e unica formazione ricevuta a bottega fu quella intrapresa in giovane età dal pittore Ferdinando Cairo tra il 1730 a il 1733.

Dopo aver lasciato la bottega del pittore e tornato a casa dei genitori a Vilminore, produce qualche piccola opera locale ma senza proseguire negli studi e in una vera e propria carriera artistica, che riprenderà a tempo pieno solo nel 1740 in vista delle nozze con Magdalena.
Dopo pochi anni iniziano ad arrivare le prime importanti commissioni: nel 1744 dipinge a Brescia nella chiesa Della Carità due finte statue e con il pittore Scalvini affrescherà l'interno della chiesa di Berzo in Valcamonica.
Nel 1745 è il suo paese d'origine, Vilminore, a commissionargli l'affresco della Crocefissione di San Pietro.
Torna poi Brescia nel 1747 per affrescare, con la tecnica del chiaro scuro, altre due finte statue alla Chiesa Della Carità e due medaglie e sei statue nel santuario di Santa Maria dei Miracoli.
Questa tecnica divenne una sua peculiarità, che gli porterà la commissione di molti ritratti da parte del Cardinal Querini.
Sempre nello stesso anno realizzerà gli affreschi, oggi andati perduti, della cattedrale tra cui una crocefissione, gli affreschi della cappella di San Liborio, allora presente nel Duomo vecchio, e tre santi nella chiesa di San Cosma e Damiano. 

In parte distrutte dalla seconda guerra mondiale sono anche alcune delle tele del ciclo della chiesa di Santa Maria dei Miracoli, realizzate tra il 1749 e il 1754, così come perduti sono l'affresco nella chiesa di San Cristoforo, dedicato al santo, e la tela di San Gerolamo Miani, entrambi realizzati nel 1752.
Nel 1754, anno molto prolifico, torna a dipingere a Vilminore quattro grandi affreschi, ma grazie alla sua amicizia con il conte abate Giorgio Duranti, riesce ad ottenere numerose commissioni dalla chiese del bergamasco e in palazzi nobiliari bresciani.
Se ad oggi è difficile identificare le tele realizzate per i nobili bresciani, testimonianza del suo passaggio bergamasco è la tela della Visitazione di Maria della Parrocchia di San Martino di Gorno dove si firma "Enrico Albricci pins. 1754".
Nel 1757 affrescherà la Caduta della manna sulla facciata della parrocchiale di Barzesto e nel 1761 affrescherà un lato dell'altare della chiesa di Lizzola.
Sono anni ricchi di commissioni, lo stesso Tassi descriverà questa frenesia creativa dicendo
Nel frattempo inizia ad avere i primi contatti con le bambocciate, genere pittorico esploso in Brescia grazie al pittore Faustino Bocchi, iniziatore di questo genere, che renderà l'Albricci famoso e ricercato. È facile intuire che i suoi primi contatti con questo genere avvennero all'interno dell'ambiente bresciano, dove queste raffigurazioni erano molto in voga e ricercate, ma sarà solo dopo che si trasferì a Bergamo, nel 1763, che inizierà a sviluppare questa tematica a tempo pieno.
Qui dipingerà quattro scene di nani ispirate da quelle del Bocchi che vennero viste dal Saig. Co. Giacomo Carrara, che lo spinse ulteriormente verso questa nuova carriera creativa. Inizierà copiando le opere dell'Everardi e del Bocchi, per poi sviluppare uno stile personale e di alta qualità. Lo stesso Tassi descriverà queste nuove creazioni esaltandone l'originalità delle invenzioni. Le composizioni create dall'Albricci sono caratterizzate da scene grottesche che traggono ispirazione da I viaggi di Gulliver, da un certo gusto nordeuropeo per le allegorie, dalla satira da camera dei teatrini di Pietro Longhi ma anche dall'influenza radicata nelle polemiche civili dell'illuminismo lombardo. Scene di gruppi di nani in bizzarre situazioni che spesso coinvolgono animali domestici ma che nascondono metafore dal significato ben più profondo. La novità di questo genere nella bergamasca diventa subito di moda e il pittore si ritrova sommerso dalle commissioni (provenienti anche da Milano e Torino), che lo porteranno ad un periodo di stress lavorativo ma allo stesso tempo di benessere economico, mettendolo in contatto con una committenza diversa da quella ecclesiastica bresciana, una borghesia dove era presente un'élite che si trovava nei salotti a discutere di storia, letteratura e arte.
Le bambocciate vengono eseguite numerosissime, ma il pittore riserva tempo ed energie anche per le sue committenze a tematica sacra. Nel 1763 esegue la Trasfigurazione per la Parrocchia di Vilminore e poi gli affreschi di Chiuduno e di Albino (entrambi oggi perduti) e nel 1767 la tela di Alzano Lombardo, di difficile gestazione e quasi subito sostituita.
Siamo negli ultimi anni della sua produzione artistica.
Nel 1768 è a Vilminore per dipingere tre quadri che andranno ad adornare il coro della parrocchia, ma infine ne realizzerà solo due: San Pietro che risana lo storpio (1768) e La caduta di Simon Mago (1769). Successivamente sarà a Clusone per affrescare otto medaglie nella chiesa parrocchiale, finte statue che rappresentano le virtù.
Ma sarà nel 1770, con il ciclo di affreschi della parrocchia di Capo di Ponte, che raggiungerà la sua massima espressione creativa. Qui si alternano tutti i generi affrontati dal pittore durante la sua carriera: i monocromi, i colori brillanti, le tematiche sacre e le scene caratterizzate da dettagli curiosi a volte bizzarri, che rimandano alle sue bambocciate. Lui stesso daterà (1770) e firmerà gli affreschi ENRICUS ALBERICI CIVIS BERGOMI.
Gli ultimi due anni saranno caratterizzati ancora da una grande produzione di bambocciate e dagli affreschi realizzati per il coro della parrocchiale di Zogno e quattro dipinti laterali, che raffigurano il Martirio di San Lorenzo, per la medesima chiesa, considerata l'ultima importante commissione del pittore prima della morte, avvenuta nel 1773.